# Віннемакка (Невада)
Віннемакка (англ. Winnemucca) — місто (англ. city) в США, в окрузі Гумбольдт штату Невада. Населення — 8431 особа (2020).

## Географія
Віннемакка розташована за координатами 40°57′52″ пн. ш. 117°43′32″ зх. д. / 40.96444° пн. ш. 117.72556° зх. д. (40.964352, -117.725449).  За даними Бюро перепису населення США в 2010 році місто мало площу 24,33 км², уся площа — суходіл.

### Клімат
| Клімат : Віннемакка                                 | Клімат : Віннемакка | Клімат : Віннемакка | Клімат : Віннемакка | Клімат : Віннемакка | Клімат : Віннемакка | Клімат : Віннемакка | Клімат : Віннемакка | Клімат : Віннемакка | Клімат : Віннемакка | Клімат : Віннемакка | Клімат : Віннемакка | Клімат : Віннемакка | Клімат : Віннемакка |
| Показник                                            | Січ.                | Лют.                | Бер.                | Квіт.               | Трав.               | Черв.               | Лип.                | Серп.               | Вер.                | Жовт.               | Лист.               | Груд.               | Рік                 |
| Абсолютний максимум, °C                             | 20,0                | 23,3                | 27,8                | 32,2                | 36,7                | 41,1                | 42,8                | 42,2                | 39,4                | 34,4                | 25,0                | 21,1                | 42,8                |
| Середній максимум, °C                               | 5,3                 | 8,6                 | 13,2                | 16,9                | 22,3                | 28,3                | 34,0                | 32,9                | 27,2                | 19,4                | 10,8                | 5,2                 | 18,7                |
| Середній мінімум, °C                                | −7,4                | −5,1                | −3                  | −0,7                | 3,3                 | 7,4                 | 11,0                | 9,3                 | 4,2                 | −1,4                | −5,3                | −8,1                | 0,4                 |
| Абсолютний мінімум, °C                              | −37,8               | −33,3               | −19,4               | −14,4               | −12,2               | −5                  | −1,7                | −3,3                | −11,1               | −18,9               | −23,3               | −38,3               | −38,3               |
| Середня кількість сонячних годин на місяць          | 161,2               | 174,5               | 228,3               | 263,3               | 331,1               | 346,6               | 398,3               | 358,5               | 306,5               | 257,5               | 153,3               | 148,9               | 3128,0              |
| Норма опадів, мм                                    | 22                  | 17                  | 21                  | 23                  | 28                  | 14                  | 6                   | 5                   | 11                  | 17                  | 22                  | 24                  | 210                 |
| Днів з опадами                                      | 8,2                 | 7,8                 | 8,2                 | 7,7                 | 6,8                 | 4,1                 | 2,3                 | 2,0                 | 3,2                 | 4,7                 | 7,8                 | 8,0                 | 70,8                |
| Днів зі снігом                                      | 4,7                 | 3,5                 | 2,7                 | 1,9                 | 0,2                 | 0,0                 | 0,0                 | 0,0                 | 0,0                 | 0,5                 | 2,9                 | 4,6                 | 21,0                |
| Вологість повітря, %                                | 69.9                | 61.9                | 55.3                | 46.5                | 40.4                | 37.6                | 28.8                | 30.0                | 36.5                | 47.8                | 63.0                | 69.3                | 48.9                |
| --------------------------------------------------- | ------------------- | ------------------- | ------------------- | ------------------- | ------------------- | ------------------- | ------------------- | ------------------- | ------------------- | ------------------- | ------------------- | ------------------- | ------------------- |
| Джерело: NOAA (sun and relative humidity 1961–1990) |                     |                     |                     |                     |                     |                     |                     |                     |                     |                     |                     |                     |                     |

## Демографія
Згідно з переписом 2010 року, у місті мешкало 7396 осіб у 2926 домогосподарствах у складі 1884 родин. Густота населення становила 304 особи/км².  Було 3214 помешкання (132/км²).
Расовий склад населення:
| - 78,3 % — білих - 2,1 % — корінних американців - 0,9 % — азіатів - 0,6 % — чорних або афроамериканців - 0,1 % — вихідців з тихоокеанських островів - 15,2 % — осіб інших рас |

До двох чи більше рас належало 2,7 %. Частка іспаномовних становила 27,4 % від усіх жителів.
За віковим діапазоном населення розподілялося таким чином: 28,1 % — особи молодші 18 років, 62,0 % — особи у віці 18—64 років, 9,9 % — особи у віці 65 років та старші. Медіана віку мешканця становила 34,1 року. На 100 осіб жіночої статі у місті припадало 104,0 чоловіків;  на 100 жінок у віці від 18 років та старших — 104,6 чоловіків також старших 18 років.
Середній дохід на одне домашнє господарство  становив 78 775 доларів США (медіана — 71 250), а середній дохід на одну сім'ю — 87 403 долари (медіана — 83 528). Медіана доходів становила 61 778 доларів для чоловіків та 40 847 доларів для жінок. За межею бідності перебувало 6,5 % осіб, у тому числі 6,8 % дітей у віці до 18 років та 7,8 % осіб у віці 65 років та старших.
Цивільне працевлаштоване населення становило 4174 особи. Основні галузі зайнятості: сільське господарство, лісництво, риболовля — 30,0 %, роздрібна торгівля — 13,7 %, мистецтво, розваги та відпочинок — 13,6 %.